# حوزه انتخابیه لامرد و مهر
حوزهٔ انتخاباتی لامرد و مهر یکی از حوزه از حوزه‌های استان فارس برای انتخابات مجلس شورای اسلامی است. این حوزه به مرکزیت لامرد، ۱ نماینده دارد.

## شعبه‌ها
برای انتخابات دوره دوازدهم حوزه لامرد در اشکنان ۲۱ شعبه، علامرودشت ۱۳ شعبه، چاه‌ورز ۸ شعبه و خیرگو ۶ شعبه وجود دارد.

## نماینده
- دوره دهم: سید محسن علوی

## پی‌نوشت و منبع
- «جدول حوزه‌های انتخابیه در انتخابات دهمین دورهٔ مجلس شورای اسلامی» (PDF). مرکز پژوهش و سنجش افکار صدا و سیما. بایگانی‌شده از اصلی (PDF) در ۵ اكتبر ۲۰۱۸. دریافت‌شده در ۱۸ ژوئیه ۲۰۱۶. تاریخ وارد شده در |archive-date= را بررسی کنید (کمک)